# Haus Meyer (Bremen)
Das Haus Meyer befindet sich in Bremen, Stadtteil Schwachhausen, Ortsteil Riensberg, Unter den Eichen 12. Die Villa entstand 1928 nach Plänen von Carl Krahn. 
Das Gebäude steht seit 2001 unter Bremer Denkmalschutz.

## Geschichte
Die zweigeschossige, rechteckige, verklinkerte Villa mit Mittelrisalit, Sockelgeschoss und Walmdach sowie rückseitigem Balkon wurde 1927/28 in der Epoche der Zwischenkriegszeit für den Rechtsanwalt Otto Meyer gebaut.
Krahn plante in Bremen in konservativ geprägter Bauweise viele Villen, Wohn-,  Reihen-, Geschäfts- und Landhäuser. Das Haus Pape von 1927 ist gestalterisch mit dieser Villa vergleichbar. In direkter Nachbarschaft zu Haus Meyer und als Kontrast, steht das Haus Wenhold, auch von 1927, das Emil Fahrenkamp im Stil des Neuen Bauen entwarf.
Heute (2018) wird das Haus (auch) für Büros genutzt.